# Domancy
Domancy est une commune française située dans le département de la Haute-Savoie, en région Auvergne-Rhône-Alpes.

## Géographie

### Localisation
Domancy est une petite commune française qui se situe dans le milieu de la vallée de l'Arve face au mont Blanc, à 25 km de Chamonix et à 85 km de Annecy.

### Géologie et relief, hydrographie
En plaine, entourée par les massifs montagneux.

## Urbanisme

### Typologie
Au 1er janvier 2024, Domancy est catégorisée commune rurale à habitat dispersé, selon la nouvelle grille communale de densité à sept niveaux définie par l'Insee en 2022.
Elle appartient à l'unité urbaine de Sallanches, une agglomération inter-départementale regroupant douze  communes, dont elle est une commune de la banlieue,,. Par ailleurs la commune fait partie de l'aire d'attraction de Sallanches, dont elle est une commune de la couronne,. Cette aire, qui regroupe 4 communes, est catégorisée dans les aires de moins de 50 000 habitants,.

### Occupation des sols
L'occupation des sols de la commune, telle qu'elle ressort de la base de données européenne d’occupation biophysique des sols Corine Land Cover (CLC), est marquée par l'importance des territoires agricoles (67,2 % en 2018), en diminution par rapport à 1990 (70,7 %). La répartition détaillée en 2018 est la suivante : 
zones agricoles hétérogènes (45,9 %), forêts (20,8 %), prairies (20,6 %), zones urbanisées (12,1 %), terres arables (0,7 %).
L'IGN met par ailleurs à disposition un outil en ligne permettant de comparer l’évolution dans le temps de l’occupation des sols de la commune (ou de territoires à des échelles différentes). Plusieurs époques sont accessibles sous forme de cartes ou photos aériennes : la carte de Cassini (XVIIIe siècle), la carte d'état-major (1820-1866) et la période actuelle (1950 à aujourd'hui).

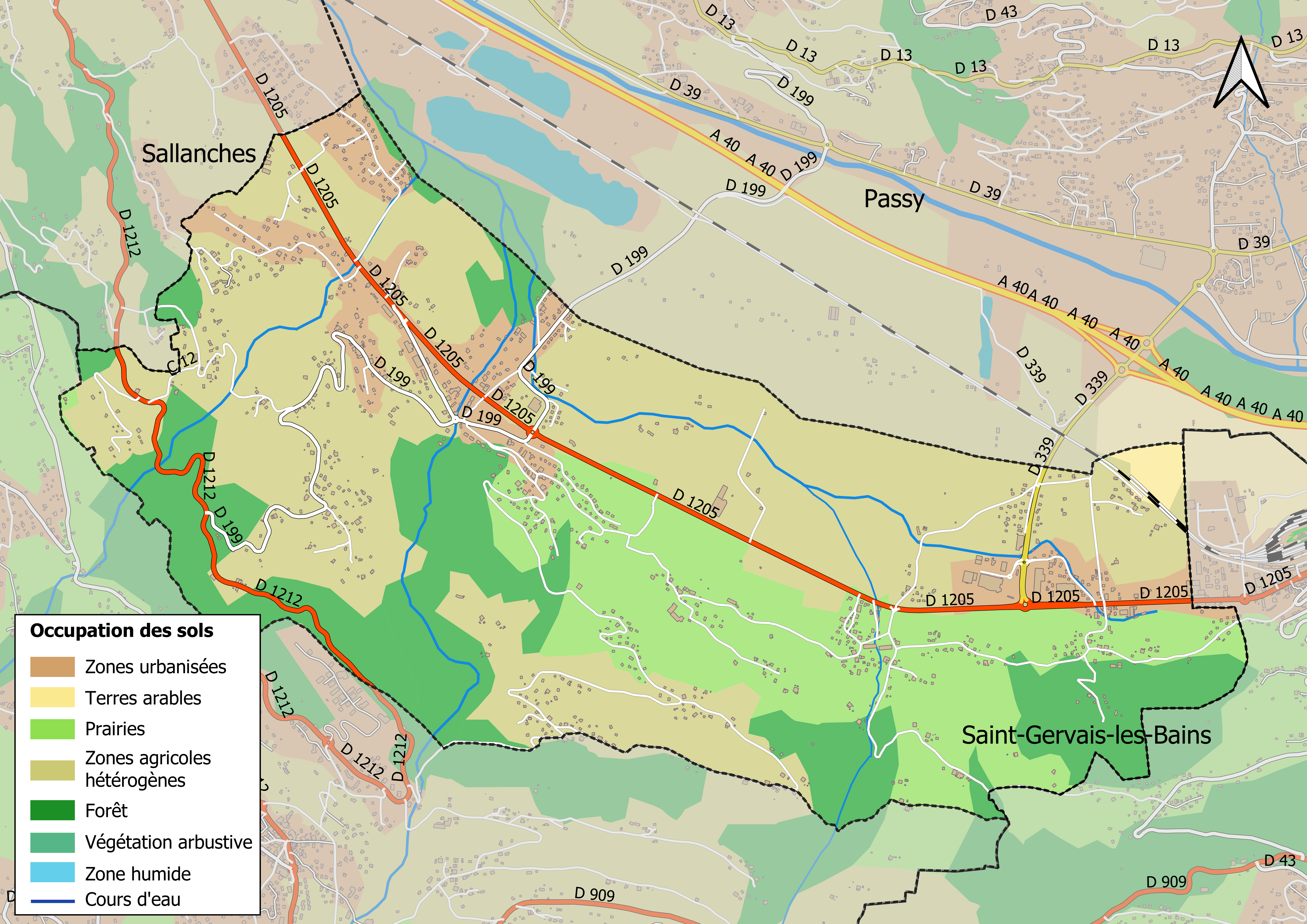
Carte des infrastructures et de l'occupation des sols en 2018 (CLC) de la commune.
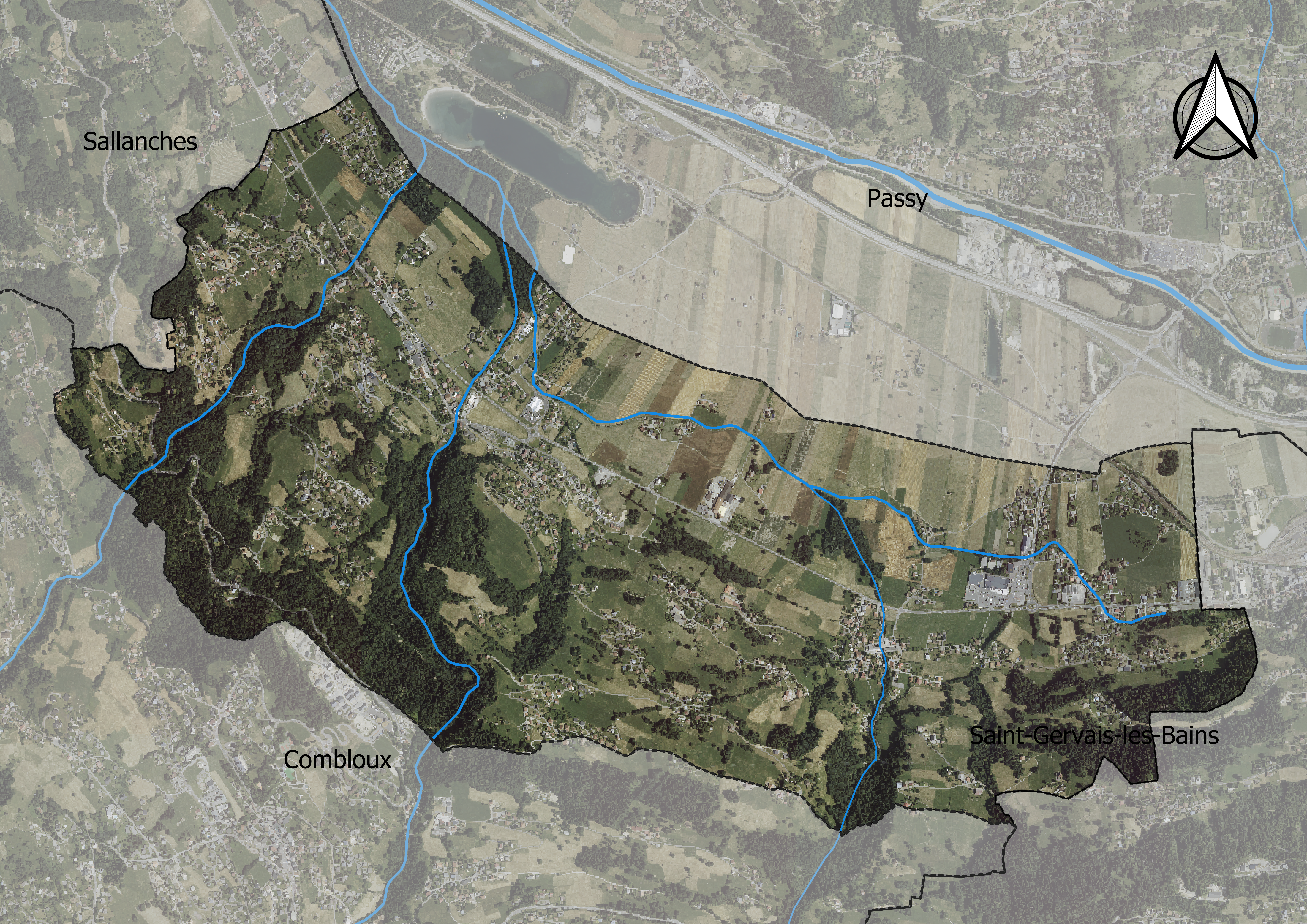
Carte orthophotogrammétrique de la commune.

## Toponymie
La première forme qui nous est parvenu est Domansier, en 1339. Le toponyme dérive très probablement du nom d'un propriétaire de domaine,.
En francoprovençal, le nom de la commune s'écrit Domanfi, selon la graphie de Conflans ou encore Dómãchi.

## Histoire
Lors des débats sur l'avenir du duché de Savoie, en 1860, la population est sensible à l'idée d'une union de la partie nord du duché à la Suisse. Une pétition circule dans cette partie du pays (Chablais, Faucigny, Nord du Genevois) et réunit plus de 13 600 signatures, dont 87 pour le village,. Le duché est réuni à la suite d'un plébiscite organisé les 22 et 23 avril 1860 où 99,8 % des Savoyards répondent « oui » à la question « La Savoie veut-elle être réunie à la France ? ».
Au cours du XIXe siècle-début du XXe siècle, les Domancherots sont parfois surnommés en savoyard lu gótroé, les goitreux, car une superstition locale considérait que l'eau de la rivière donnait le goitre.

## Politique et administration
Ses habitants sont appelés les Domancherotes et les Domancherots.

### Situation administrative
Anciennement rattachée au syndicat mixte du Pays du Mont-Blanc (regroupant initialement 14 communes), elle est depuis 2013 membre de la communauté de communes Pays du Mont-Blanc (CCPMB) regroupant dix communes, avec Combloux, Les Contamines-Montjoie, Cordon, Demi-Quartier, Passy, Megève, Praz-sur-Arly, Saint-Gervais-les-Bains et Sallanches (les 4 autres communes ont formé la communauté de communes de la vallée de Chamonix Mont-Blanc).
Domancy relève de l'arrondissement de Bonneville et de la sixième circonscription de la Haute-Savoie (créée en 2009).

### Liste des maires
| Période                                  | Période         | Identité          | Étiquette | Qualité                                           |
| ---------------------------------------- | --------------- | ----------------- | --------- | ------------------------------------------------- |
| mars 1971                                | mars 1983       | André Challamel   |           |                                                   |
| mars 1983                                | mars 2001       | Gérard Perrin     |           |                                                   |
| mars 2001                                | mars 2014       | Léonard Brondex   | DVG       |                                                   |
| mars 2014                                | septembre 2016, | Laurence Trappier | DVD       |                                                   |
| septembre 2016                           | en cours        | Serge Revenaz     | DVD       | Employé commercial Réélu pour le mandat 2020-2026 |
| Les données manquantes sont à compléter. |                 |                   |           |                                                   |

## Population et société
Les habitants de la commune sont appelés les Domancherotes et les Domancherots.

### Démographie
L'évolution du nombre d'habitants est connue à travers les recensements de la population effectués dans la commune depuis 1793. Pour les communes de moins de 10 000 habitants, une enquête de recensement portant sur toute la population est réalisée tous les cinq ans, les populations de référence des années intermédiaires étant quant à elles estimées par interpolation ou extrapolation. Pour la commune, le premier recensement exhaustif entrant dans le cadre du nouveau dispositif a été réalisé en 2008.

En 2022, la commune comptait 2 203 habitants, en évolution de +7,41 % par rapport à 2016 (Haute-Savoie : +6,01 %, France hors Mayotte : +2,11 %).
| 1793 | 1800 | 1806 | 1822 | 1838 | 1848 | 1858 | 1861 | 1866 |
| ---- | ---- | ---- | ---- | ---- | ---- | ---- | ---- | ---- |
| 392  | 523  | 534  | 630  | 659  | 641  | 602  | 584  | 567  |

| 1872 | 1876 | 1881 | 1886 | 1891 | 1896 | 1901 | 1906 | 1911 |
| ---- | ---- | ---- | ---- | ---- | ---- | ---- | ---- | ---- |
| 539  | 584  | 534  | 569  | 538  | 539  | 607  | 600  | 620  |

| 1921 | 1926 | 1931 | 1936 | 1946 | 1954 | 1962 | 1968 | 1975  |
| ---- | ---- | ---- | ---- | ---- | ---- | ---- | ---- | ----- |
| 583  | 625  | 680  | 656  | 703  | 836  | 920  | 977  | 1 033 |

| 1982  | 1990  | 1999  | 2006  | 2008  | 2013  | 2018  | 2022  | - |
| ----- | ----- | ----- | ----- | ----- | ----- | ----- | ----- | - |
| 1 210 | 1 527 | 1 710 | 1 771 | 1 789 | 1 948 | 2 176 | 2 203 | - |

### Médias

#### Radios et télévisions
La commune est couverte par des antennes locales de radios dont France Bleu Pays de Savoie, ODS Radio, Radio Mont-Blanc, La Radio Plus ou encore Radio Giffre… Enfin, la chaîne de télévision locale TV8 Mont-Blanc diffuse des émissions sur les pays de Savoie. Régulièrement l'émission La Place du village expose la vie locale. France 3 et sa station régionale France 3 Alpes, peuvent parfois relater les faits de vie de la commune.

#### Presse et magazines
La presse écrite locale est représentée par des titres comme Le Dauphiné libéré, L'Essor savoyard, Le Messager - édition Faucigny, le Courrier savoyard, ou l'édition locale Le Faucigny.

### Sport

Panneau installé en hommage à Bernard Hinault, champion du monde 1980, en bas de la Côte de Domancy où le Breton avait construit sa victoire avec hargne. Cette côte, anciennement dénommée « Route du Chef-Lieu », s’appelle désormais « Route Bernard Hinault ».

La côte de Domancy, célèbre dans le milieu du cyclisme, se développe sur 2,7 km pour un dénivelé de 230 mètres soit une pente moyenne de 8,6%. Le passage le plus pentu se situe à mi parcours avec 16%, mais de longues rampes autour de 13% émaillent l’ascension. Le début et la fin de la montée sont légèrement moins difficiles. Il n’y a rien d’insurmontable à effectuer cette montée à vélo pour tout cycliste bien entrainé. Cela représente 15 minutes d’effort environ.
Lors des championnats du monde de cyclisme sur route de Sallanches en 1980, c'est dans la côte de Domancy que le Breton Bernard Hinault fait la différence sur ses concurrents et construit sa victoire. Le parcours a clairement été choisi pour mettre en avant les caractéristiques du champion français. C’est de bonne guerre de la part des organisateurs. De plus, cela correspond à une certaine alternance des parcours, entre les précédentes années aux Pays-Bas et en Allemagne, et celui-ci taillé pour les grimpeurs-puncheurs comme Bernard Hinault.
Un autre passage de la côte, en descente cette fois, a fait beaucoup parler. Au Tour de France 2016, lors de la 19e étape qui se déroule sous la pluie le vendredi 22 juillet 2016 entre Albertville et le Bettex à Saint-Gervais-les-Bains, Romain Bardet s’échappe sur ces virages pentus, serrés et mouillés en compagnie de son coéquipier, le Normand Mikaël Cherel. Derrière eux, Vincenzo Nibali et Chris Froome chutent dans le même virage. Le Britannique casse alors son vélo et doit finir l’étape avec celui de Geraint Thomas, un vélo plus petit et équipé de plateaux ronds alors que Froome utilise habituellement des plateaux Osymetric fortement ovalisés. Cela n’empêche pas Froome de franchir la ligne d’arrivée avec les meilleurs, même si Bardet n’a pas été rejoint et a remporté la victoire d’étape au Bettex.
La double ascension de la côte de Domancy, classée en 2e catégorie, est au programme de la 5e étape du critérium du Dauphiné 2020.
La 16e étape du Tour de France 2023 se déroule le mardi 18 juillet 2023 sous la forme d’un contre-la-montre individuel entre Passy et Combloux, sur une distance de 22,4 kilomètres. Cette étape remportée par Jonas Vingegaard, porteur du maillot jaune et vainqueur cinq jours plus tard de la grande boucle pour la deuxième fois consécutive, passe par Domancy où le deuxième temps intermédiaire est pris après 16,1 km. Les coureurs grimpent ensuite la seconde côte du parcours, celle de Domancy, la fameuse « Route Bernard Hinault », reprise comme col de 2e catégorie. Le troisième temps intermédiaire est pris au sommet de cette côte après 18,9 km,.

## Économie
Siège social de la marque Quechua.

## Culture locale et patrimoine

### Lieux et monuments
- Église Saint-André[36].

### Héraldique, logotype et devise
| Armes de Domandy | Les armes de Domancy se blasonnent ainsi : Palé de gueules et d'or de huit pièces, à une montagne d'azur de quatre pics sommés d'argent ; chargé d'un coquelicot fleuri et feuillé de deux tètes au naturel, à un épi de blé en bande brochant. . |